# Конопли-Соколинские
Конопли-Соколинские (также Друцкие-Конопли, Соколинские, Соколенские) — русский литовский княжеский род, ветвь князей Друцких. Название рода происходит от прозвища его родоначальника и от названия села Соколино (Сокольня) в Витебской земле недалеко от Друцка, где Конопли-Соколинские имели свой удел вместе с князьями Друцкими-Соколинскими.
Родоначальником Коноплей-Соколинских был князь Фёдор Фёдорович Конопля, сын князя Фёдора Бабича и внук друцкого князя Ивана Семёновича Бабы. Фёдор Конопля был женат на Елене (Олёне) Вагановской (возможно, дочери виленского конюшего Михаила Григорьевича). Род угас в мужской линии уже в третьем поколении, после смерти князя Льва Конопли-Соколинского в 1552, а последним известным представителем рода была княжна Богдана, которая была замужем первым браком за князем Лукомским, вторым браком — за Иваном Сапегой. Соколино, Конопельчицы и другие владения в Друцком княжестве после смерти Льва перешли к детям Богданы Константиновны от Ивана Сапеги.